# Gianpiero Combi

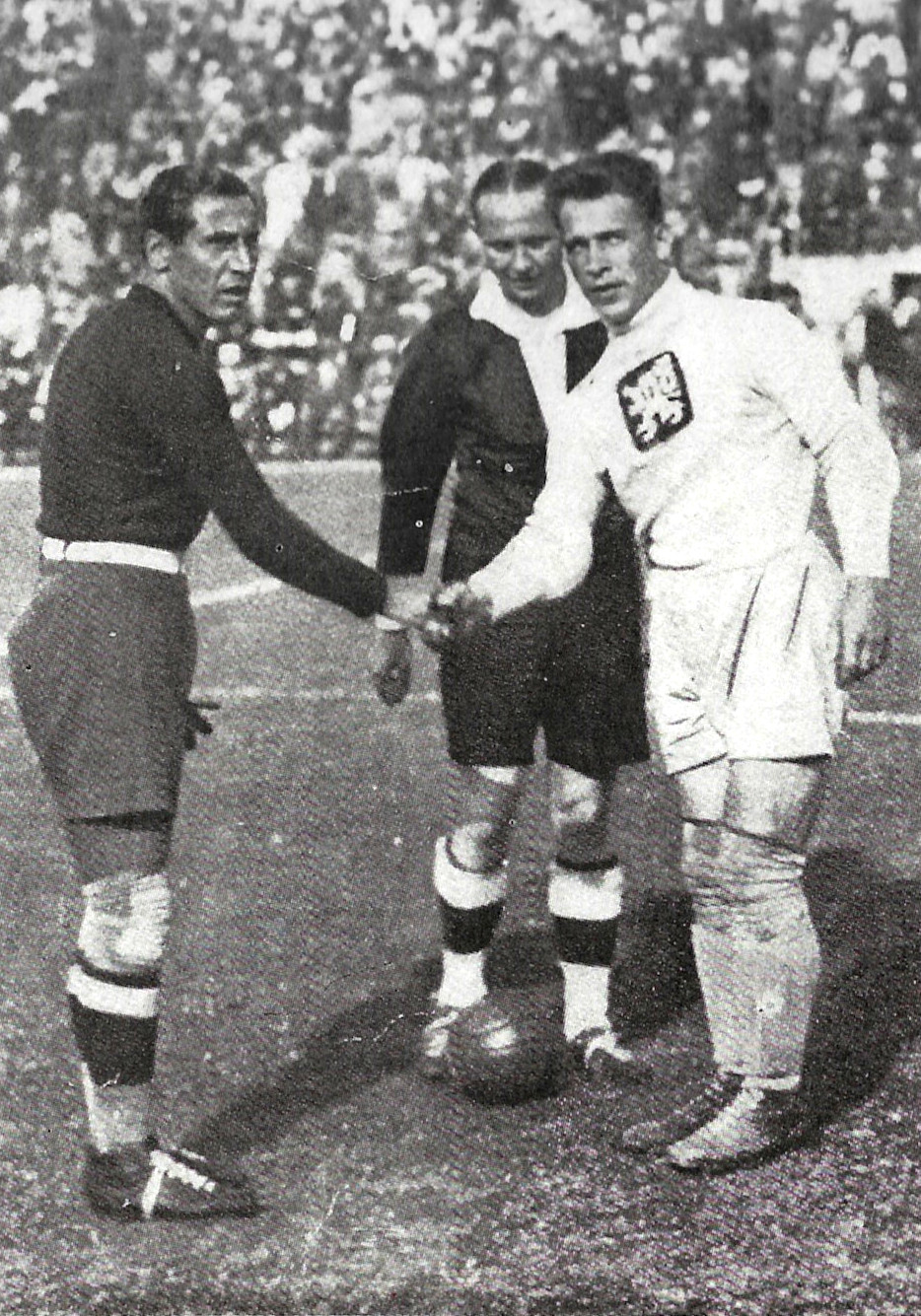
Giampiero Combi, a la izquierda de la imagen, saludando a František Plánička.

Gianpiero Combi (Turín, 20 de noviembre de 1902-Turín, 12 de agosto de 1956) fue un futbolista italiano.

## Trayectoria
Sus inicios en el fútbol se dieron con los colores del FC Savoia 1908, como extremo derecho. Con 19 años pasó a formar parte de las divisiones juveniles de la Juventus FC, club al que formaría parte durante toda su carrera deportiva. Allí fue entrenado en la posición de arquero bajo la tutela de Carlo Bigatto I, capitán-entrenador del club en aquella época. Con el tiempo Combi se convirtió en uno de los más grandes arqueros del fútbol mundial y el mejor de su época junto a Ricardo Zamora y František Plánička.
Debutó en la Serie A el 5 de febrero de 1922, con derrota ante el US Milanese 2-0. Jugó un total de 366 partidos durante 13 temporadas, conquistando 5 Scudettos, 4 de ellos de manera consecutiva en el mítico cuadro bianconero de los años 1930’s.
Debutó con la selección italiana el 6 de abril de 1924 con derrota ante Hungría por 7-1; logrando después la medalla de bronce en las Olimpiadas de Ármsterdam en 1928.
Se retiró de la práctica profesional habiendo jugado 47 partidos como seleccionado, tras consagrarse campeón en el Mundial de Italia en 1934.
Falleció a causa de un infarto, con 53 años.

## Clubes
- FC Savoia 1908 (1920-1921).
- Juventus FC (1921 a 1934).

## Participaciones en Copas del Mundo
| Mundial                        | Sede   | Resultado |
| ------------------------------ | ------ | --------- |
| Copa Mundial de Fútbol de 1934 | Italia | Campeón   |

## Palmarés
- 5 Scudettos (1926; 1931; 1932; 1933; 1934); con la Juventus FC.
- 2 Coppa Internazionale (1930 y 1935).
- Medalla de Bronce en la Olimpiada de Ármsterdam 1928.
- Campeón del Mundo en Italia 1934; con la selección italiana.

## Curiosidades
- Usó un cinturón blanco con hebilla metálica, generando controversia en la época.
- Combi ya habría decidido retirarse del fútbol a mediados de 1934, pero desistió por lesión en el brazo del arquero Ceresoli, justo antes del mundial de aquel año.
- Es el único portero en la historia, junto al también exjugador juventino Dino Zoff, al español Iker Casillas y al francés Hugo Lloris, que ha conquistado el mundial como capitán de su seleccionado [1].
- Fue denominado “el hombre de goma” por su rendimiento en el arco.

## Nota
1. 1 2  (en italiano) Calcio (sport): calciatori celebri (page 4) - it.encarta.msn.com